# Melanopleurus vasquezae
Melanopleurus vasquezae är en insektsart som beskrevs av Harry Brailovsky 1979. Melanopleurus vasquezae ingår i släktet Melanopleurus och familjen fröskinnbaggar. Inga underarter finns listade i Catalogue of Life.